# Resolução 132 do Conselho de Segurança das Nações Unidas
Resolução 132 do Conselho de Segurança das Nações Unidas, foi aprovada em 7 de setembro de 1959, decidiu nomear uma sub-comissão composta pela Argentina, Itália, Japão e Tunísia, encarregada de examinar as declarações feitas perante ao Conselho relativo ao Laos e receber mais declarações e documentos, e fazer perguntas e apresentar um relatório ao Conselho o mais rápido possível. Foi a única resolução aprovada pelo Conselho de Segurança em 1959.
Laos já havia acusado as tropas do Vietnã do Norte de cruzar sua fronteira e realizar ataques militares contra o Laos; o Presidente do Conselho de Segurança convocou uma reunião urgente.
Foi aprovada com 10 votos e um contra da União Soviética.
A sub-comissão concluiu que os cruzamentos de fronteira eram de natureza guerrilheira e não poderiam ser claramente estabelecido que as tropas norte-vietnamitas eram responsáveis.